# Bầu cử tổng thống Ai Cập 2023
Cuộc bầu cử tổng thống được tổ chức tại Ai Cập vào tháng 12 năm 2023, theo thông báo của Cơ quan bầu cử quốc gia, sau khi có suy đoán rằng cuộc bầu cử có thể được tổ chức sớm hơn dự kiến. Việc đăng ký ứng cử viên diễn ra từ ngày 5 đến ngày 14 tháng 10 năm 2023 và cuộc bầu cử được tổ chức tại Ai Cập từ ngày 10 đến ngày 12 tháng 12; người nước ngoài bỏ phiếu từ ngày 1 đến ngày 3 tháng 12.

## Kết quả
| Ứng cử viên                   | Ứng cử viên                  | Đảng                         | Phiếu bầu  | %      |
| ----------------------------- | ---------------------------- | ---------------------------- | ---------- | ------ |
|                               | Abdel Fattah el-Sisi         | Độc lập                      | 39.702.451 | 89.65  |
|                               | Hazem Omar                   | Đảng Cộng hòa Nhân dân       | 1.986.352  | 4.49   |
|                               | Farid Zahran                 | Đảng Dân chủ Xã hội Ai Cập   | 1.776.952  | 4.01   |
|                               | Abdel-Sanad Yamama           | Đảng Wafd Ai Cập             | 822.606    | 1.86   |
| Tổng cộng                     | Tổng cộng                    | Tổng cộng                    | 44.288.361 | 100.00 |
|                               |                              |                              |            |        |
| Phiếu bầu hợp lệ              | Phiếu bầu hợp lệ             | Phiếu bầu hợp lệ             | 44.288.361 | 98.91  |
| Phiếu bầu không hợp lệ/trống  | Phiếu bầu không hợp lệ/trống | Phiếu bầu không hợp lệ/trống | 489.307    | 1.09   |
| Tổng cộng phiếu bầu           | Tổng cộng phiếu bầu          | Tổng cộng phiếu bầu          | 44.777.668 | 100.00 |
| Cử tri phiếu bầu đã đăng ký   | Cử tri phiếu bầu đã đăng ký  | Cử tri phiếu bầu đã đăng ký  | 67.032.438 | 66.80  |
| Nguồn: NEA, Arab News, Paudal |                              |                              |            |        |